# Lohnwerk
Lohnwerk war im Mittelalter die ältere Form handwerklicher Arbeit, die nur auf Bestellung erfolgte und einzeln entlohnt wurde. Im Lohnwerk steht die handwerkliche Produktion für Kunden bereits im Mittelpunkt (im Gegensatz zum sogenannten Hauswerk). Der Kunde stellte die Rohstoffe zur Verfügung, und Handwerker fertigten unabhängig oder im Haus des Kunden mit eigenem Werkzeug das Produkt. Sie wurden somit nur für die Arbeitsleistung entlohnt. Hatten sich die städtischen Messen und Märkte weiter entwickelt, gingen die Handwerker zum Preiswerk über, arbeiteten auf Vorrat und boten ihre ausgepreisten Produkte dort an.
Heute existiert das Modell im Begriff der Lohnware fort.